# El aula vacía
El aula vacía è un docufilm del 2015 composto da sette cortometraggi in lingua spagnola e portoghese diretti da un gruppo eterogeneo di registi latinoamericani.
Il film affronta il tema dell'emergenza scuole in sette paesi dell'America Latina e indaga sulle ragioni per cui quasi la metà degli studenti non termina le scuole. Produttore, direttore artistico e voce narrante del film è l'attore messicano Gael García Bernal.

## Lista dei registi
- Argentina: Lucrecia Martel, Pablo Fendrik
- Brasile: Flávia Castro, Eryk Rocha
- Messico: Nicolás Pereda, Mariana Chenillo
- Colombia: Carlos Gaviria Díaz
- El Salvador: Tatiana Huezo Sánchez
- Perù: Daniel Vega Vidal
- Uruguay: Pablo Stoll

## Progetto di solidarietà
Il film è un'iniziativa dell'associazione Graduate XXI, realizzata in collaborazione con la Banca Interamericana di Sviluppo. Si tratta di un movimento nato nel 2012 per contrastare l'emergenza studio in America Latina. Gli incassi del film hanno contribuito al finanziamento di progetti di solidarietà per aiutare gli studenti a diplomarsi.

## Contenuti
Ciascun cortometraggio del film è dedicato al paese di appartenenza del regista che lo ha diretto. Alcuni segmenti seguono uno stile narrativo, altri sono di genere documentaristico. Oltre a denunciare le possibili cause che precedono la crisi scolastica, il film esamina la relazione fra il basso livello di istruzione e il crescente tasso di criminalità ed espone i rischi a cui vanno incontro i ragazzi che non possiedono un titolo di studio.
Dal film emerge che non raggiungono il diploma di maturità:
- il 70%-80% di studenti con disabilità
- il 70% di studenti provenienti da famiglie con basso reddito
- il 30% di studenti provenienti da famiglie con alto reddito
- il 40% di studenti nativi americani

## Distribuzione
Il film è stato presentato in decine di festival cinematografici, a cominciare dal Festival internazionale del cinema di Guadalajara, il 6 marzo 2015. L'ultima proiezione ha avuto luogo nel 2016, al BUFF Film festival di Malmö, in Svezia.

## Riconoscimenti
Nel 2015, l'UNICEF ha assegnato a El aula vacía il premio come miglior film sull'infanzia.